# Richard Rijnvos
Richard Rijnvos (Tilburg, 16 december 1964) is een Nederlandse componist.

## Opleiding en invloeden
Rijnvos studeerde compositie aan het Koninklijk Conservatorium in Den Haag bij Jan van Vlijmen en Brian Ferneyhough. Deze studie sloot hij summa cum laude af. Hij ontving een DAAD-stipendium en volgde een postdoctorale opleiding aan de Musikhochschule in Freiburg. In 1994 nam hij deel aan de International Dance Course for Professional Choreographers and Composers in Bretton Hall (Wakefield, VK).
De contacten met Morton Feldman en John Cage tussen 1986-1992 waren van grote invloed op zijn ontwikkeling. Rijnvos werd ook beïnvloed door werken van kunstenaars buiten de muziek zoals van William Burroughs, Samuel Beckett, Joseph Beuys en Italo Calvino.

## Composities
Rijnvos heeft zowel voor solo-instrumentalisten geschreven als voor kleine ensembles. Daarnaast componeert hij voor symfonie- en kamerorkest.
Hij schreef verschillende cycli, zoals Block Beuys (1995-2000), gebaseerd op de collectie werken van Joseph Beuys in het Hessisches Landesmuseum Darmstadt  en het bekroonde driedelige NYConcerto (2004-2006).
In opdracht van de ZaterdagMatinee schreef hij Riflesso sull’acqua voor althobo en orkest dat in 2008 in première ging.

## Prijzen
In 2000 werd Rijnvos de Matthijs Vermeulenprijs toegekend voor Times Square Dance. In 2011 ontving hij opnieuw deze prijs voor zijn Die Kammersängerin, 21 liederen, waarvan 3 ohne Worte, voor sopraan en ensemble.
In augustus 2008 werd hem de Buma Toonzetters Prijs toegekend voor de compositie NYConcerto.